# Clistocoeloma suvaense
Clistocoeloma suvaense is een krabbensoort uit de familie van de Sesarmidae. De wetenschappelijke naam van de soort is voor het eerst geldig gepubliceerd in 1951 door Edmondson.